# Stenogryllus epimeces
Stenogryllus epimeces är en insektsart som beskrevs av Otte, D. och Perez-gelabert 2009. Stenogryllus epimeces ingår i släktet Stenogryllus och familjen syrsor. Inga underarter finns listade i Catalogue of Life.